# شیشاوه
شیشاوه (به فرانسوی: Chichaoua) یک شهرک در مراکش است که در استان شیشاوه واقع شده‌است. شیشاوه ۱۵٬۶۵۷ نفر جمعیت دارد.